# IBM i
IBM i (i per integrated) è un sistema operativo progettato e prodotto da IBM per la gamma di server IBM Power Systems.

## Storia
Fu distribuito nel 1988 col nome di OS/400 in quanto sviluppato appositamente per la serie IBM AS/400, nel 2004 fu rinominato in i5/OS  ed infine venne chiamato IBM i nel 2008.

## Caratteristiche
OS/400 e i5/OS includono un sottosistema che fornisce la retrocompatibilità con le prime generazioni di linee IBM come gli IBM System/3X.
IBM ha sviluppato i5/OS in modo tale da richiedere procedure di manutenzione minime o nulle da parte dei sistemisti durante le normali operazioni. Per esempio, i5/OS ha integrato un database DB2 che, quindi, non va installato e gestito separatamente. La gestione del sistema era basata su wizard anni prima che il termine fosse inventato. i5/OS include una sua implementazione di Java con delle specifiche ottimizzazioni per l'hardware.
Sebbene il sistema operativo non fornisca un'interfaccia grafica nativa, la Client Access Licensed Product include iSeries Navigator, un gestore grafico locale e web del database, del server web Apache e delle applicazioni WebSphere. i5/OS può coesistere nelle macchine System p con i sistemi operativi AIX e Linux

## Struttura
OS/400 è costituito da più Licensed Products individuati da un codice commerciale (57xx-SS1).
L'Os/400 è un sistema operativo ad oggetti; tratto caratteristico è il fatto che gli oggetti in questione siano "tipizzati", ovvero abbiano un determinato "tipo", assolutamente non modificabile. Esempi di tipi di oggetti sono: file, profili utente, librerie, device description, ecc.
Il fatto che ad un oggetto venga associato un tipo consente un forte controllo sul sistema: non è possibile trasformare un normale archivio di testo in un archivio eseguibile modificando i permessi (come accade nei sistemi Unix-like).
Il tipo dell'oggetto viene stabilito al momento della creazione dell'oggetto, e non viene più modificato. Ad esempio, un programma viene creato tramite compilazione del sorgente, un profilo utente tramite l'apposito comando di creazione, eccetera. Il principale tipo di oggetto di OS/400 è la libreria in grado di contenere altri oggetti tranne altre librerie (eccetto quella di sistema QSYS).

## Rilasci
Il livello di aggiornamento di questo software viene indicato da tre numeri:
- versione (per i maggiori salti innovativi)
- release (per innovazioni più sensibili)
- modifica (per innovazioni di piccolo salto innovativo)

Esempio: i5/OS V5R4M0
- Versione=5
- Release=4
- Modifica=0

### Cronologia
| Branding                                                                       | Versione   | Data di rilascio | Fine supporto |
| ------------------------------------------------------------------------------ | ---------- | ---------------- | ------------- |
| OS/400                                                                         | V1R1       | 1988-08-26       | 1993-05-31    |
| OS/400                                                                         | V1R1M2     | 1988-11-25       | 1993-05-31    |
| OS/400                                                                         | V1R2       | 1989-10-27       | 1993-05-31    |
| OS/400                                                                         | V1R3       | 1990-09-28       | 1993-05-31    |
| OS/400                                                                         | V2R1       | 1991-05-24       | 1994-06-30    |
| OS/400                                                                         | V2R1M1     | 1992-03-06       | 1994-06-30    |
| OS/400                                                                         | V2R2       | 1992-09-18       | 1995-03-31    |
| OS/400                                                                         | V2R3       | 1993-12-17       | 1996-05-31    |
| OS/400                                                                         | V3R0M5     | 1994-05-04       | 1997-05-31    |
| OS/400                                                                         | V3R1       | 1994-11-25       | 1998-10-31    |
| OS/400                                                                         | V3R2       | 1996-06-21       | 2000-05-31    |
| OS/400                                                                         | V3R6       | 1995-12-22       | 1998-10-31    |
| OS/400                                                                         | V3R7       | 1996-11-08       | 1999-06-30    |
| OS/400                                                                         | V4R1       | 1997-08-29       | 2000-05-31    |
| OS/400                                                                         | V4R2       | 1998-02-27       | 2000-05-31    |
| OS/400                                                                         | V4R3       | 1998-09-11       | 2001-01-31    |
| OS/400                                                                         | V4R4       | 1999-05-21       | 2001-05-31    |
| OS/400                                                                         | V4R5       | 2000-07-28       | 2002-07-31    |
| OS/400                                                                         | V5R1       | 2001-05-25       | 2005-09-30    |
| OS/400                                                                         | V5R2       | 2002-08-30       | 2007-04-30    |
| i5/OS                                                                          | V5R3       | 2004-06-11       | 2009-04-30    |
| i5/OS Later IBM i                                                              | V5R4 / 5.4 | 2006-02-14       | 2013-09-30    |
| i5/OS Later IBM i                                                              | V6R1 / 6.1 | 2008-03-21       | 2015-09-30    |
| IBM i                                                                          | 6.1.1      | 2009-10-23       | 2015-09-30    |
| IBM i                                                                          | 7.1        | 2010-04-23       | 2018-04-30    |
| IBM i                                                                          | 7.2        | 2014-05-02       | 2021-04-30    |
| IBM i                                                                          | 7.3        | 2016-04-15       | 2023-09-30    |
| IBM i                                                                          | 7.4        | 2019-06-21       | TBA           |
| IBM i                                                                          | 7.5        | 2022-05-03       | TBA           |
| Legenda:Vecchia versioneVersione precedente ancora supportataVersione corrente |            |                  |               |